# Jezero (Trebnje)
Jezero is een plaats in Slovenië en maakt deel uit van de gemeente Trebnje in de NUTS-3-regio Jugovzhodna Slovenija. De plaats telde 137 inwoners op 1 januari 2020.